# Histopona strinatii
Histopona strinatii là một loài nhện trong họ Agelenidae.
Loài này thuộc chi Histopona. Histopona strinatii được Paolo Marcello Brignoli miêu tả năm 1976.